# Simone Mathes
Simone Mathes (* 13. März 1975 in Stadtsteinach) ist eine deutsche Hammerwerferin.
In ihrer Jugend begann sie mit dem Diskuswurf, wechselte aber wegen ihrer geringen Körpergröße zum Hammerwurf. Insgesamt stellte sie von 1994 an fünf nationale Rekorde auf, zuletzt am 15. Mai 1999 in Halle (Saale) mit 67,13 m. Ebenfalls fünfmal wurde sie Deutsche Meisterin (1993, 1994, 1997–1999).
1997 gewann sie Silber bei den U23-Europameisterschaften. Bei den Europameisterschaften 1998 wurde sie Vierte und bei den Leichtathletik-Weltmeisterschaften 1999 Siebte.
Am 31. Mai 2004 erzielte sie in Fränkisch-Crumbach mit 67,97 m ihre persönliche Bestleistung. Sie hatte damit die Olympia-A-Norm erfüllt, wurde aber bei den Deutschen Meisterschaften im allerletzten Versuch von Susanne Keil auf den vierten Platz verdrängt und verpasste daher die Teilnahme an den Olympischen Spielen in Athen.
Simone Mathes ist 1,71 m groß und wiegt 77 kg. Sie ist Hauptfeldwebel in der Personalabteilung der Bundeswehr in Köln-Longerich und startet derzeit für das LAZ Troisdorf/Siegburg, nachdem sie zuvor u. a. für den UAC Kulmbach und den TSV Bayer 04 Leverkusen aktiv war.